# Denning (München)

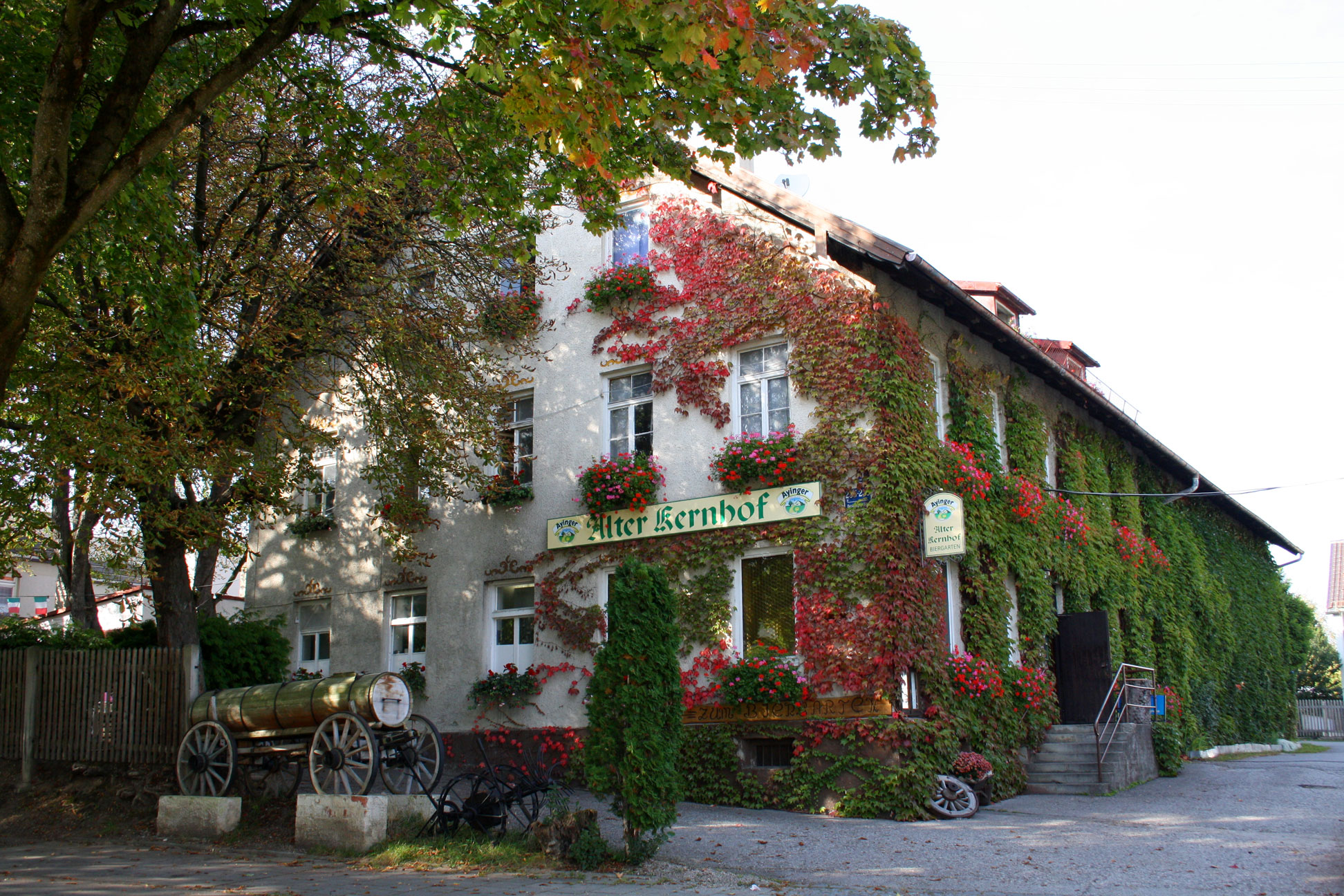
Alter Kernhof im Zentrum von Denning (2009)

Denning ist ein Stadtteil der bayerischen Landeshauptstadt München und gehört zum Stadtbezirk 13 Bogenhausen.

## Lage
Denning befindet sich im östlichen Teil des Stadtbezirks Bogenhausen zwischen Englschalking im Norden und Zamdorf im Süden. Im Westen grenzt Denning an den Arabellapark, im Osten an Daglfing. Der historische Ortskern lag an der Kreuzung zwischen der aus Denninger und Daglfinger Straße gebildeten Ost-West-Achse und der aus Friedrich-Eckart-Straße und Ostpreußenstraße gebildeten Nord-Süd-Achse. Die Grenzen von Denning sind die Vollmannstraße im Westen, die Memeler Straße im Norden, die S-Bahnlinie im Osten und der Denninger Anger im Süden.

## Geschichte
Das Gebiet Dennings war zur Römerzeit etwa von Ende des ersten bis Mitte des dritten Jahrhunderts besiedelt. Zeugnis der römischen Vergangenheit Dennings ist eine 1928 ausgegrabene Villa rustica mit eigenem Badehaus.
Urkundlich erwähnt wurde Denning erstmals um 1200 als „Tenningen“ oder „Danningen“, was vermutlich auf den Personennamen „Tenno“ zurückgeht.
Um 1800 war Denning ein Weiler mit vier Höfen, von denen heute nur noch der Alte Kernhof erhalten ist, und einer Kapelle, der Schutzengelkapelle. Einer der Höfe und die im Zweiten Weltkrieg 1944 durch Bomben stark beschädigte Schutzengelkapelle wurden bereits in den 1950er Jahren abgerissen, die beiden anderen Höfe fielen Ende der 1970er Jahre der Verlegung der Daglfinger Straße zum Opfer.
Bei der Gemeindebildung in Bayern 1818 bildete der Weiler Denning zunächst mit Zamdorf und Steinhausen die eigenständige Gemeinde Zamdorf, die 1820 der Gemeinde Daglfing angegliedert wurde. Ein Antrag Dennings, nach Bogenhausen umgemeindet zu werden, wurde 1873 von den zuständigen Behörden abgelehnt. Ende des 19. Jahrhunderts gab es acht Anwesen in Denning, bis 1930 stieg die Zahl der Häuser auf 140.
Während die hier unter einer dünnen Humusschicht liegende fast zwei Meter dicke Lehmschicht früher landwirtschaftlich genutzt wurde, wurde sie im 19. Jahrhundert für die Ziegelherstellung für die rasant wachsende Bautätigkeit in München abgebaut. Mit den in Denning gebrannten Ziegeln wurde beispielsweise die Ludwigskirche gebaut. Nachdem der Lehm erschöpft war, dienten die Gruben der Kiesgewinnung. Als letzter Zeuge des Kiesabbaus stand ca. bis zum Jahr 2000 das stillgelegte Kieswerk an der Denninger Straße, genauer an der Pühnstraße. Auf Grund seiner Baufälligkeit wurde es jedoch abgerissen, sodass das Areal den Anwohnern heute einen Ort der Erholung bietet, den die Natur langsam aber stetig zurückerobern konnte.
Die Gemeinde Daglfing wurde am 1. Januar 1930 nach München eingemeindet.
Noch vor der Eingemeindung nach München begann 1924 die Siedlungstätigkeit: Östlich der heutigen Ostpreußenstraße um den heutigen Platz Zur Deutschen Einheit entstand die Obermaiersche Kolonie, benannt nach dem federführenden Bauunternehmer. Ab 1926 entstand die Denninger Kolonie westlich der heutigen Ostpreußenstraße. Ende der 1960er Jahre wurde südlich der Denninger Straße die Siedlung Denninger Straße-Warthestraße mit vier- bis achtgeschossigen Wohnanlagen errichtet, die aufgrund der sonst niedrigeren Bebauung Dennings auch „Denninger Hochhäuser“ genannt wurden.

## Heutiges Ortsbild

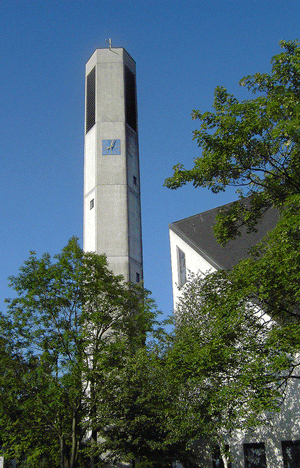
Turm der Immanuelkirche

Das Ortsbild Dennings ist heute geprägt durch Wohngebiete mit Einfamilienhäusern, die von Gärten umgeben sind. Lediglich in der Siedlung Denninger Straße-Warthestraße am Südende Dennings gibt es Hochhäuser. Das älteste noch erhaltene Anwesen in Denning ist die Gaststätte „Alter Kernhof“ an der Ecke Ostpreußen-Denninger Straße.
Die Hauptachse Dennings ist die Ostpreußenstraße, in der sich über 100 Geschäfte und Dienstleistungsunternehmen befinden; unter anderem befand sich hier das Haushaltswarengeschäft „Mächtlinger“, das als eines der letzten in München von der Mausefalle bis zur Spezialschraube noch so gut wie alles führte, was im Haushalt benötigt werden konnte. Dieses Geschäft trotzte den großen Baumärkten bis Mai 2022, ehe Inhaber Max Mächtlinger in den Ruhestand ging. Da für ihn kein Nachfolger gefunden wurde, gab man es letztendlich auf. Außerdem gibt es an der Ostpreußenstraße Speiselokale und eine Bierkneipe.
Seit dem Abriss der Schutzengelkapelle 1953 gibt es in Denning kein römisch-katholisches Kirchengebäude mehr. Die katholische Pfarrkirche St. Emmeram im benachbarten Stadtteil Englschalking liegt jedoch an der Ostpreußenstraße nur wenige Meter von der Grenze zwischen den beiden Stadtteilen entfernt. Ebenfalls nahe dieser Grenze, aber auf der Denninger Seite, liegt die evangelisch-lutherische Immanuelkirche an der Memeler Straße.
Im Kerngebiet Dennings gibt es nur kleinere Grünanlagen wie z. B. am Posener Platz oder am Platz Zur Deutschen Einheit. Dafür erstreckt sich der Denninger Anger entlang der gesamten Südgrenze Dennings, und im Westen gibt es ein grünes Band in Nord-Süd-Richtung. Im Denninger Anger steht in der Denninger Straße 190 etwas zurückgesetzt von der Straße noch das Verwaltungsgebäude des 1975 stillgelegten Obermaierschen Kiesquetschwerks als letzter Zeuge der auf den Lehmabbau folgenden Nutzung des Gebiets zum Kiesabbau. Bis 2002 standen hier auch noch Teile des eigentlichen Quetschwerks.

## Belege
1. ↑  Fritz Lutz: Daglfing, Denning, Englschalking, Johanneskirchen 50 Jahre bei München, München 1982, Auslieferung: Stadtarchiv München
2. ↑  Willibald Karl (Hrsg.): Dörfer auf dem Ziegelland. Daglfing-Denning-Englschalking-Johanneskirchen-Zamdorf. Buchendorfer, München 2002, ISBN 978-3-934036-90-1.
3. ↑  Wilhelm Volkert (Hrsg.): Handbuch der bayerischen Ämter, Gemeinden und Gerichte 1799–1980. C. H. Beck, München 1983, ISBN 3-406-09669-7, S. 601.
4. ↑  Denninger Hochhäuser auf der Website des Vereins für Stadtteilkultur im Münchner Nordosten e. V.
5. ↑  Natalie Kettinger: „Beim Mächtlinger kriagst ois“. Von der Mausefalle bis zum Solarzellen-Putzer In: Abendzeitung München vom 25. August 2009, S. 12
6. ↑  Abschied von der Arbeitswelt, sueddeutsche.de, abgerufen am 13. Oktober 2022

Koordinaten: 48° 9′ N, 11° 38′ O